# Korskullen
Korskullen är ett pilgrimsmål beläget cirka 12 km norr om Šiauliai i Litauen. För många litauer är detta en helig plats laddad med religiös, politisk och historisk symbolik. Gång på gång har makthavare rivit ner korsen och försökt förhindra att nya kors rests, men förgäves.

## Beskrivning
Korskullen, som består av två förbundna höjder reser sig 6–7 meter över ett slättland beläget norr om Šiauliai. På omkring 5 000 kvadratmeter finns kors i olika storlekar, från de minsta på någon centimeter till de största på 10 meters höjd.
Det är inte möjligt att säga hur många kors som finns vid Korskullen. Vid en räkning som gjordes 1990 konstaterades att de kors som stod för sig själva var över 12 000. Men därtill kommer alla de kors som antingen är fästade på ett stort kors eller som i större och mindre drivor ligger på marken. Vallfärdande placerar också ut nya kors.

## Historia
Man känner inte till när det första korset sattes upp på platsen. I skriftliga källor omnämns platsen 1348. I Henrik av Livlands krönika noteras att de livländska korsfararna bränt ned den litauiska förvaltningsanläggningen vid floden Kulpe. Enligt historikern Ludwik Krzywicki, som i slutet av 1880-talet frågade ut lokalbefolkningen om traditionerna kring Korskullen, fanns här under förkristen tid en hednisk kultplats med en helig eld vaktad av unga prästinnor. Släktingar satte till minne upp kors för de som stupade i upproret mot det Ryska kejsardömet 1831, samma sak hände efter 1863-1864 års upprorsförsök.
Med tiden tillkom fler kors, men antalet var fram till mitten av 1900-talet rätt begränsat. År 1895  fanns 150 kors, 1914 200 och 1940 fanns det 400. Det var när Litauen införlivades i Sovjetunionen som mängden kors började anta skogsliknade proportioner. År 1961 fanns 5 000 kors och då fick den ateistiska kommunistregimen nog. Den 4 april det året brändes och skövlades kullen av Röda Armén medan KGB höll vittnen på avstånd. Men människor trotsade myndigheterna och satte nattetid upp nya kors. I april 1973 var det dags igen då 400 kors förstördes, men nya kors placerades ut och regimen upprepade sin rensning igen 1974 och 1975.
Eftersom nya kors hela tiden sattes upp bestämde sig makthavarna att en gång för alla sätta stopp för denna form av civil olydnad. Flera idéer utarbetades. En var att dämma upp floden Kulpe och dränka hela platsen och en annan var att genom "arkeologiska utgrävningar" helt enkelt jämna kullen med marken. De tjänstemän som fick i uppdrag att utarbeta dessa planer lyckades genom förhalningsteknik förhindra att de sattes i verket. Några år före Litauens självständighet fredades Korskullen.
När påven Johannes Paulus II i början av september 1993 var på sin Baltiska pastorala visit höll han en mässa vid Korskullen. Detta påvebesök var historisk och det första någonsin i Litauen såväl som i en före detta Sovjetrepublik. I sin predikan talade han om Korskullens betydelse inför de uppskattningsvis 250 000 församlade personerna.

## Galleri

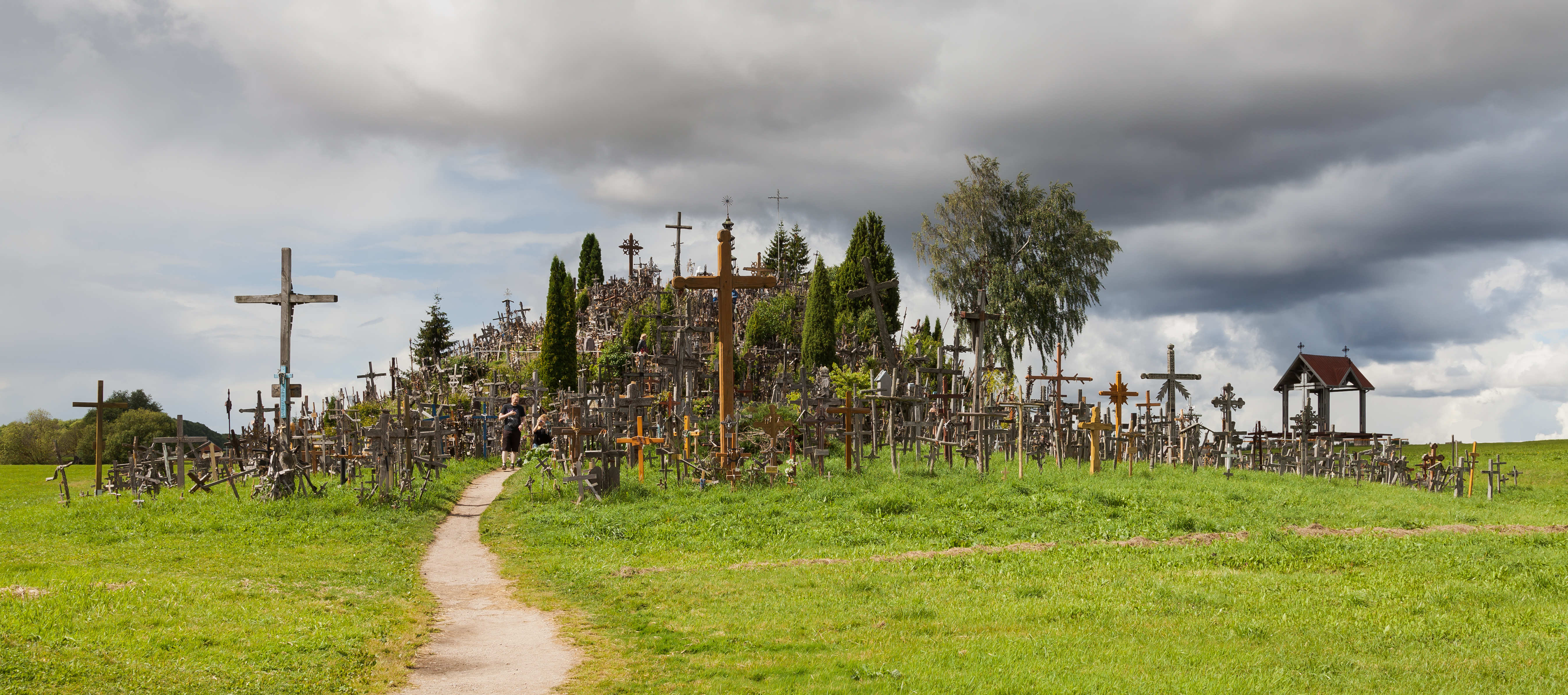
Korskullen.
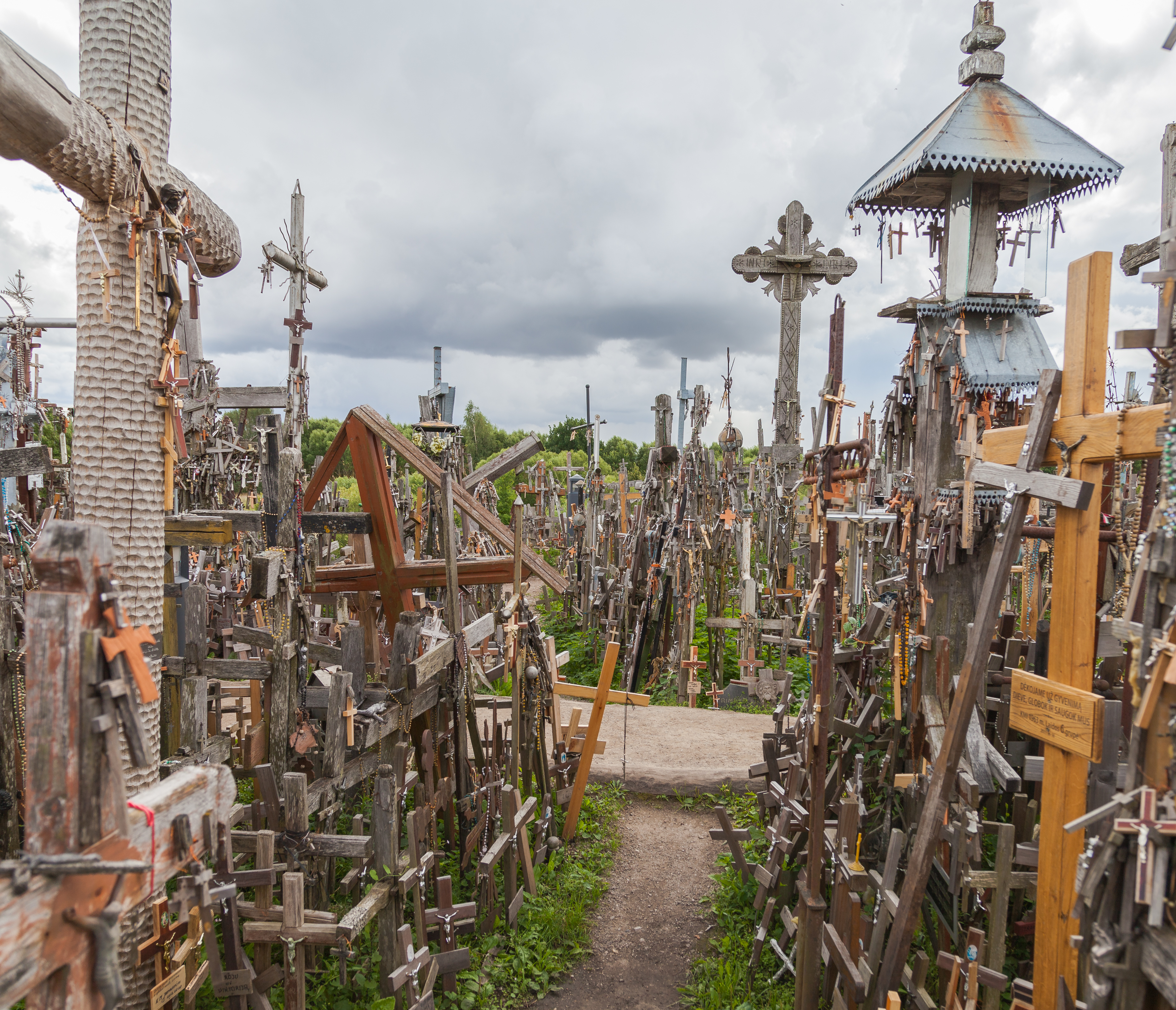
Närbild på kors vid Korskullen.
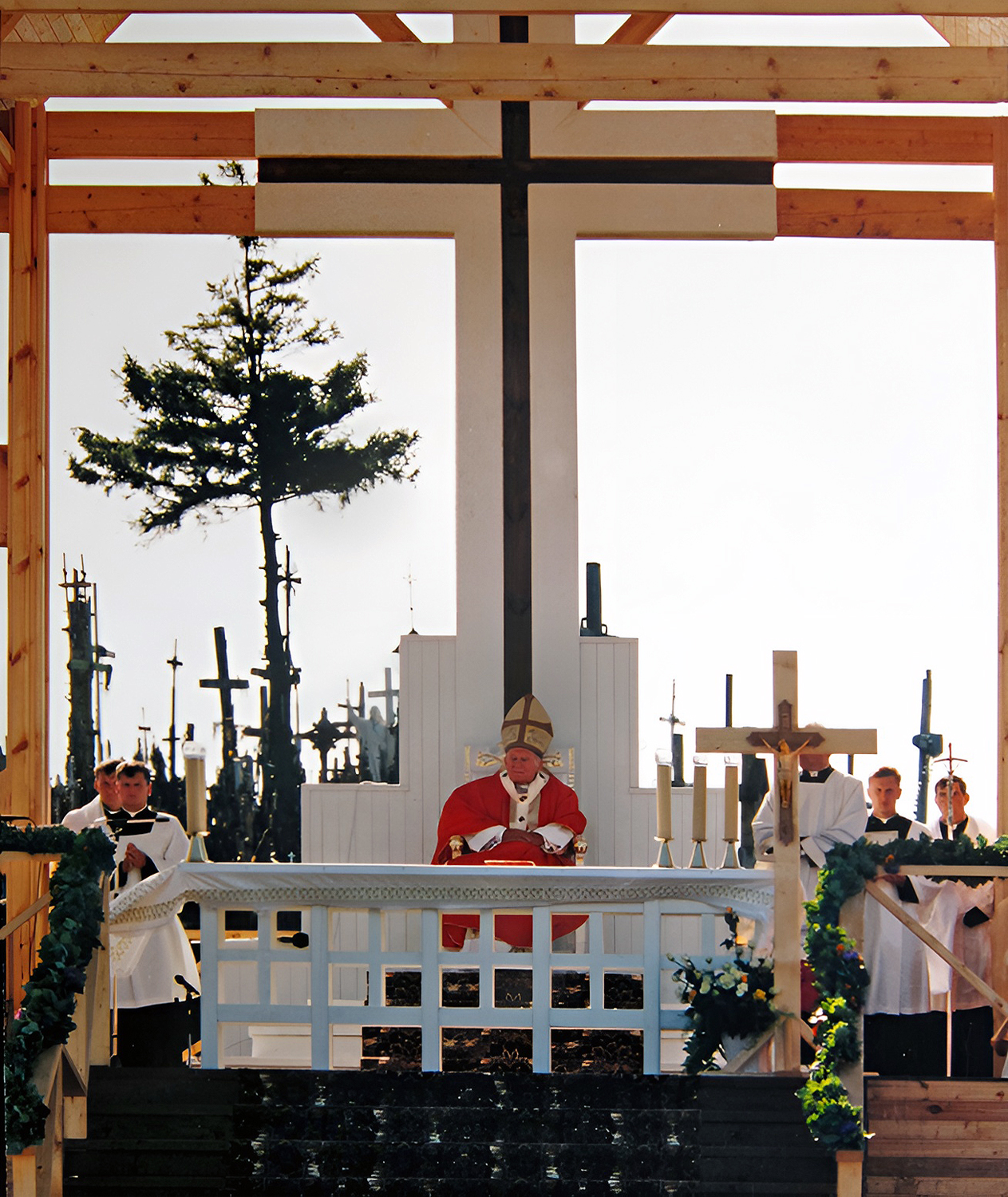
Johannes Paulus II vid Korskullen 7 sep 1993.